# Distrito de Taraco
El distrito de Taraco es uno de los nueve que conforman la provincia de Huancané, ubicada en el departamento de Puno en el Sur del Perú.
Desde el punto de vista jerárquico de la Iglesia católica en el Perú forma parte de la Prelatura de Huancané en la arquidiócesis de Arequipa.

## Etimología
Con respecto al nombre de Taraco, existen diversas aseveraciones que es necesario describirlos uno a uno; porque muchos de ellos tengan alguna relación, tal como sostienen sus autores:
La primera que dice Modesto Quispe Sucasaca, que el origen del nombre de Taraco, posiblemente proviene del nombre del subgrupo humano “LOS TARAROS”, los cuales habitaron las zonas de Huancané después de los gentiles y es propio del sector aymara, del idioma Arawak.
Mientras tanto, Félix Mamani Yucra dice que proviene de dos montones de arena llamados “tara tara” al que se le llama también “acco”, vocablos que con el correr del tiempo se juntaron y formaron “TARA-ACCO” y convertida en la actualidad como TARACO.
La tercera teoría es relacionada con su santo patrón “SAN TARACO” del que se dice que fue un santo fornido y trabajador que llegó allí por los primeros años de su existencia, para convertirla por sus hechos designados por el creador a servir a sus semejantes y a favorecer a sus pobladores y que al morir se le dio este nombre de TARACO a homenaje al santo varón.

## Gobierno y Política
Taraco es una municipalidad distrital unitario, representativo, descentralizado, presidido por el alcalde. El pueblo local conceptualmente es el municipio jurídicamente organizada— es la entidad que ejerce el gobierno municipal en distrito de Taraco.
ESTRUCTURA
El Consejo, compuesto por el alcalde y los regidores, es el ente normativo y fiscalizador. La Alcaldía, en cambio, es el organismo ejecutor.
Los órganos de coordinación:
- El Consejo de coordinación local (distrital).
- Las Juntas de delegados vecinales.

Estructura orgánica administrativa está compuesta por: la gerencia municipal, el órgano de auditoría interna, la procuradoría pública municipal, la oficina de asesoría jurídica y la oficina de planeamiento y presupuesto.

### El Consejo municipal
El Consejo municipal de Taraco es el máximo órgano de gobierno de la Municipalidad Distrital. Está integrado por el alcalde, quien lo preside, y los Regidores, que tienen potestad para ejercer sus funciones de conformidad a la Constitución Política del Perú y a la Ley Orgánica de Municipios, su Reglamento Interno de Consejo (RIC) y demás disposiciones legales vigentes, porque el alcalde cumple y hace cumplir lo que aprueba el consejo.

### El alcalde
Jefe del gobierno municipal de Taraco que se encuentra al frente de la administración pública del distrito de Taraco. Existe una amplia variedad de regulaciones jurídicas de esta figura, tanto en lo relativo a sus competencias y responsabilidades como a la forma en que el pueblo o la ciudad lleva a cabo la elección.
El alcalde es elegido democráticamente mediante el referéndum y sufragio por la mayoría de la población. Dicha figura tiene ciertas obligaciones como defender los intereses de sus conciudadanos mediante la ejecución de las políticas locales que tengan por objetivo la mejora de su calidad de vida.

### Los Regidores
El regidor o concejal es el miembro electo del ente municipal Taraco, ejerce su mandato por un período cuya duración es de cuatro años. Estos forman el órgano colegiado que ejerce de gobierno municipal.
Funciones de los Regidores
El regidor tiene como función la promoción del desarrollo del municipio dentro de diversas áreas educación, cultura, sanidad, transportes, economía, hacienda, parques y jardines, obras públicas, urbanismo, 
e incluso pueden deponer al burgomaestre posteriormente y antes de que termine su mandato mediante una moción de censura o Vacancia. Otro de los cargos secundarios que existe en la municipalidad distrital son las funciones del teniente alcalde o vicealcalde.

## Divisiones administrativas
El distrito de Taraco políticamente se divide en centros poblados, parcialidades y comunidades donde cada una de ellas está a cargo de autoridades comunales y tenientes gobernadores, a continuación se mencionan los respectivos nombres:
- Centros Poblados
  - Centro Poblado Jasana Pocsellín.
  - Centro Poblado de Huancollusco.
  - Centro Poblado de Puquis.
  - Centro Poblado de Ramis.
- Parcialidades
  - Parcialidad de Chapajachi.
  - Parcialidad de Jasana Capallino.
  - Parcialidad de Jasana Central.
  - Parcialidad de Jasana Huarizan.
  - Parcialidad de Sacasco.
- Comunidades
  - Comunidad de Collana.
  - Comunidad de Hatun Isla.
  - Comunidad de Patascachi.
  - Comunidad de Requena.
  - Comunidad de Tuni Grande.
  - Comunidad de Tuni Requena.

## Geografía
Taraco se encuentra ubicado en las coordenadas 15°17′54″S 69°48′44″O / -15.29833, -69.81222. Según el INEI, Taraco tiene una superficie total de 198,02 km². Ubicado al noroeste del lago Titicaca y al sur de la laguna de Arapa.
En el año 2007 tenía una población de 14 657 habitantes y una densidad poblacional de 74 personas por km². Abarca un área total de 198,02 km².
Taraco se encuentra a una altitud de 3835 m s. n. m. aprox., siendo la superficie llana y bordeada por cadenas de cerros a orillas del lago Titicaca.
| Noroeste: distrito de Samán | Norte: distrito de Samán y distrito de Huancané | Noreste: distrito de Huancané |
| Oeste: distrito de Samán    |                                                 | Este: lago Titicaca           |
| Suroeste distrito de Samán  | Sur: distrito de Pusi                           | Sureste: lago Titicaca        |

## Demografía
Según el censo peruano de 2007, había 14 657 personas residiendo en Taraco, Los pobladores del distrito de Taraco son principalmente de origen Quechua, siendo este idioma el idioma materno del 85.59 % de ellos, sin duda una inmensa mayoría, y el restante 13.75% es de aquellos que crecieron siendo su lengua materna el Castellano. La densidad de población era de 74 hab./km².

## Historia de Taraco
Taraco siendo un pueblo antiquísimo, al igual que los otros pueblos vecinos, que han pasado por diferentes etapas de la historia, tiene sus propios vestigios históricos, por lo que en forma sintética detallaremos:

### Los primeros pobladores
Los primeros pobladores de esta parte del mundo se dice que fueron "Los gentiles" que habitaron en las pampas de Taraco, y las orillas del Lago Titicaca, seres de pequeña estatura, barbudos, pero de gran inteligencia, que se dedicaban a la caza y a la pesca; se cree que fueron arrasados por el desborde del Lago Titicaca. Estos habitantes han dejado huellas de los restos de viviendas características que se encuentran en las laderas de los cerros Imarucos, Quehuara y Puquis Grande, conocidos como "Aya Wasis", los mismos fueron profanados por los buscadores de huacos, en su afán de poder encontrar objetos valiosos.
Los pobladores que posteriormente habitaron la Meseta del Kollao fueron; Uros, Pasacas, Lupacas, Aruwaques, Rollas entre otros, que al principio hablaban dialectos diferentes.
Además de ellos existían otros subgrupos humanos, tales como; Arapisis o Arapasis, Karankas, Wancas, Tarakos, Chiriwanos, Kullawas, Yunguyos y otros que hablaban dialectos como; Arawak, Aymará y Qheswa (Quechua).
Pero, por desconocimiento de la fecha exacta y por acuerdo de sus autoridades celebra su Aniversario cada 10 de octubre, o sea un día antes de celebrar el día patronal 11 de octubre, Día central del Patrón San Taraco.

### Taraco en la época preincaica
Taraco fue invadido por los guerreros Chiriwanos, quienes por razones del clima frígido, construyeron los hoy famosos "púnicos". Estos invasores habitantes fueron sometidos con gran facilidad al Curacazgo Wanca. Taraco sería fundado en momentos en que encontraban las fuerzas de los Zapanas y Sangarus, para ayudar al Curaca Wanca en la recuperación de sus tierras. Después de la Conquista de los territorios Wancas; los Sangarus habían dominado los territorios de Taraco y Pusi; Posteriormente al haber amistad, los jefes de ambas fuerzas dividieron los territorios Quechuas y Aymaras, cuya línea divisoria es el Río Ramis.
Posteriormente, Taraco fue invadido por la expansión cultural del Tiahuanaco y otras culturas pre incaicas, convirtiéndose en un centro importante de esta civilización; prueba de ello tenemos los "Monolitos" que tienen un parecido a las culturas del Tiahuanaco temprano, Chavin y Chanapatac del Cusco, lo que nos demuestra que la existencia de Taraco es remota.

### Taraco en la época incaica
Taraco fue invadido por los guerreros Chiriwanos, quienes por razones del clima frígido, construyeron los hoy famosos "púnicos". Estos invasores habitantes fueron sometidos con gran facilidad al Curacazgo Wanca. Taraco sería fundado en momentos en que encontraban las fuerzas de los Zapanas y Sangarus, para ayudar al Curaca Wanca en la recuperación de sus tierras. Después de la Conquista de los territorios Wancas; los Sangarus habían dominado los territorios de Taraco y Pusi; Posteriormente al haber amistad, los jefes de ambas fuerzas, dividieron los territorios Quechuas y Aymaras, cuya línea divisoria es el Río Ramis.
Posteriormente, Taraco fue invadido por la expansión cultural del Tiahuanaco y otras culturas pre incaica, convirtiéndose en un centro importante de esta civilización; prueba de ello tenemos los "Monolitos" que tienen un parecido a las culturas del Tiahuanaco temprano, Chavin y Chanapatac del Cusco, lo que nos demuestra que la existencia de Taraco es remota.
El Inca Pachacúrec, en su afán expansionista, somete uno a uno a los pueblos Kollas; es decir a los Lupacas, Paucarkollas Sangarus, Wancas y a otros. Muere el Curaca Wanca y es reemplazado por Huayna Huancaní, quien se entrega fácilmente a Túpac Inca Yupanqui, quien fue el sucesor de Pachacútec.
Consolidado el dominio Inca, Huancané estuvo unido mediante caminos aCusco Bolivia y otro hasta Chucuito, en estas circunstancias se construyeron los Tampus (lugares de descanso) en Cupisco, Ramis, Taraco, Samán y Ayabacas; para luego llegar a Xuxllaca (Juliaca) seguidamente dirigirse hasta Paucarkolla,Hatunkolla y Chucuito
Los taraqueños también participaron activamente en la campaña contra elInca Sinchi Roca, Monarca que luchó arduamente para dominar a Huancané.

### Taraco en la época de la conquista y la colonización
Los españoles llegados al Perú se dirigieron a Cajamarca y posteriormente a Cusco. En ese entonces las fuerzas de Huáscar al mando de Manco Inca, quien se escondió en Tampu Lacaya (Huancané), tenía a su mando a los valientes huancaneños, entre los cuales participaron los taraqueños, específicamente los jóvenes de Ramis, que lucharon en las batallas de Ayabacas, Puquis y Ramis. En la batalla de Ramis demostraron gran capacidad de combate y rápidamente desbarataron alas fuerzas de Atahualpa Cargándose las aguas del Río Ramis con la sangre delos taraqueños, debido a la gran cantidad de muertos.
Posteriormente, Manco Inca hizo frente a los españoles con los jóvenes reclutados de las pampas de Taraco y lugares aledaños, desgraciadamente fracasó en su intento de continuar luchando. Durante la colonización llegaron los jesuitas y agustinos desde Juli hasta Huancané; Taraco se denominaba "Villa de Nuestra Señora de Carmen", levantándose una capilla que posteriormente fue reemplazo por un templo, en homenaje al Santo Patrón "San Taraco", su construcción se hizo con la colaboración de las familias Incaris, Mamanis y Conturis que vivían en aquellos años.
En la lucha por la Independencia, Taraco distinguió desde las primeras campañas de la Revolución de José Gabriel Condorcanqui "Túpac Amaru II", juntamente con los huancaneños destruyeron la población blanca. Por aquel entonces vivían en Taraco; Los Chuquicallatas, Zapanas, Cunturis, Karis, Qespes que migraron de Achaya, los cuales eran familias de espíritu guerrero,que guardaban amplias relaciones con los Vilcapazas de Azángaro quienes tuvieron por cuartel el cerro Ccacca, hoy conocido con el nombre de Imarucos.

### Taraco en la época de la república
Se dice que en la época de la República adquirió el rango de Distrito, posiblemente fue reconocido como Distrito juntamente con los demás distritos de la provincia de Azángaro, según Decreto Supremo del 21 de junio de 1,825, cuando aún Azángaro pertenecía al Departamento del Cusco, de cuyo reconocimiento no existe documento alguno. Pero posteriormente en el Gobierno de Don Ramón Castilla, mediante el Decreto Supremo del dos de mayo de 1 854. Dado en Cusco y sancionado por la Ley del Congreso de fecha 29 de diciembre de 1 856, el Departamento de Puno obtuvo la demarcación territorial, con la que Taraco pasa a integrarse a la provincia de Huancané.

## Autoridades municipales
- 2023 - 2026[https://www.deperu.com/centros-poblados/taraco-101555 1]
  - Alcalde: Ever Yucra Callata.
  - Regidores:

  1. Elias Barrantes Quillo.
  2. Melania Yeny Quispe Belisario.
  3. Francisco Chuquicallata Mullisaca.
  4. Juana Machaca Mamani.
  5. Enrique Barrantes Barrantes.

## Deporte
Liga distrital de Taraco - Copa Perú
El distrito de Taraco, cuenta en la actualidad con una liga distrital de fútbol de primera división y las segundas divisiones de menores, además el distrito de Taraco cuenta con un escenario deportivo como es el estadio municipal para las prácticas del deporte.
A lo largo de los años, Taraco tuvo equipos tradicionales que participaron en la Copa Perú, algunos de ellos se encuentran inactivos de los cuales mencionaremos la posible cantidad de equipos de fútbol.
- 1. Club Municipal Ramis.
  2. Sport Lince (Collana).
  3. Asociación Juventud Requena.
  4. Club Deportivo Ciclón (Sacasco).
  5. Primates fc.
  6. FBC.Sacasco.
  7. Club Defensor Tuni Grande.
  8. C.D. Unión Huarizan.
  9. Defensor Catalia.
  10. Club Juvenil Unión Taraco.
  11. Unión Dinamo Taraco.
  12. F.C. Colegio Nacional Taraco.
  13. Club Deportivo Olimpia Taraco.
  14. Club Deportivo Unión Atlético (Huancollusco).
  15. Club Deportivo Bolognesi (Collana).

DATO IMPORTANTE: Los dos equipos clásicos y más tradicionales representativos del distrito de Taraco fueron el Club Deportivo Olimpia Taraco y el Club Deportivo Bolognesi (en la época de los 90) y por alguna razón dejaron de participar  en la liga distrital y en la actualidad se encuentran inactivos.

## Festividades
- Enero
  - Año Nuevo (Mosoq wata).
  - Festividad San Sebastián de Milán (20 de Enero o carnaval chico).
- Febrero
  - Q'ashwas y carnavales.
- Marzo - abril
  - Semana Santa.
- Mayo - junio
  - Invención de la Santa Cruz (festividad de la santísima Cruz de mayo).
  - Señor de Pentecostés.
  - Fiesta de San Juan.
  - Fiesta de San Pedro y San Pablo.
- Julio
  - Santiago el Mayor.
- Agosto
  - Día de la Pachamama (1 de agosto).
- Octubre
  - 10: aniversario del Distrito de Taraco.
  - 12: Veneración al señor y Patrono San Taraco. (tradicional corrida de toros).
- Noviembre 
  - Día de todos los santos y Día de los Fieles Difuntos.
- Diciembre
  - Navidad (nacimiento de Jesús).